# Chapel Island 5
Chapel Island 5 är ett reservat i Kanada.   Det ligger i provinsen Nova Scotia, i den östra delen av landet, 1 200 km öster om huvudstaden Ottawa. Chapel Island 5 ligger på ön Kap Bretonön.
I omgivningarna runt Chapel Island 5 växer i huvudsak blandskog. Runt Chapel Island 5 är det mycket glesbefolkat, med 2 invånare per kvadratkilometer.